# كيث بيري (فنان قتال مختلط)
كيث بيري (بالإنجليزية: Keith Berry) هو فنان قتال مختلط أمريكي، ولد في 25 أكتوبر 1987 في مورريتا في الولايات المتحدة.

## وصلات خارجية
- كيث بيري على موقع بيلاتور (الإنجليزية)
- كيث بيري على موقع شيردوغ (الإنجليزية)
- كيث بيري على موقع IMDb (الإنجليزية)